# Frei Martinho
Frei Martinho is een gemeente in de Braziliaanse deelstaat Paraíba. De gemeente telt 3.025 inwoners (schatting 2009).